# Kanton Laissac
Der Kanton Laissac war bis 2015 ein französischer Wahlkreis im Département Aveyron und in der Region Midi-Pyrénées. Er umfasste acht Gemeinden im Arrondissement Rodez; sein Hauptort (frz.: chef-lieu) war Laissac. Die landesweiten Änderungen in der Zusammensetzung der Kantone brachten im März 2015 seine Auflösung. Vertreter im conseil général des Départements war zuletzt Jean-Paul Peyrac.

## Gemeinden
| Gemeinde          | Einwohner Jahr | Fläche km² | Bevölkerungsdichte | Code INSEE | Postleitzahl |
| ----------------- | -------------- | ---------- | ------------------ | ---------- | ------------ |
| Bertholène        | 1.021 (2013)   | 47,0       | 22 Einw./km²       | 12026      | 12310        |
| Coussergues       | 283 (2013)     | 10,9       | 26 Einw./km²       | 12081      | 12310        |
| Cruéjouls         | 422 (2013)     | 18,4       | 23 Einw./km²       | 12087      | 12340        |
| Gaillac-d’Aveyron | 314 (2013)     | 29,0       | 11 Einw./km²       | 12107      | 12310        |
| Laissac           | 1.644 (2013)   | 20,2       | 81 Einw./km²       | 12120      | 12310        |
| Palmas            | 340 (2013)     | 14,3       | 24 Einw./km²       | 12177      | 12310        |
| Sévérac-l’Église  | 429 (2013)     | 13,7       | 31 Einw./km²       | 12271      | 12310        |
| Vimenet           | 253 (2013)     | 20,9       | 12 Einw./km²       | 12303      | 12310        |